# Karl von Steininger (1847–1929)
Karl svobodný pán von Steininger (německy Carl Freiherr von Steininger) (16. května 1847 Terst – 25. února 1929 Štýrský Hradec) byl rakousko-uherský generál. Jako potomek rodiny s vojenskou tradicí sloužil od mládí v c. k. armádě a bojoval v bitvě u Hradce Králové. Řadu let působil jako diplomat v Německu, kde byl v letech 1880–1895 vojenským zplnomocněncem na rakousko-uherské ambasádě v Berlíně. Po návratu do Rakouska byl velitelem několika vojenských jednotek v Uhrách, svou kariéru završil jako velitel 5. armádního sboru v Prešpurku (1905–1909). Ve vojsku dosáhl hodnosti polního zbrojmistra (1905).

## Životopis
Pocházel ze staré úřednické rodiny původem z Mohuče, potomci se od 18. století uplatňovali v císařské armádě. Byl synem c. k. polního podmaršála Karla von Steiningera (1804–1867). V rodném Terstu studoval gymnázium a po složení kadetských zkoušek vstoupil do armády jako poručík k pěšímu pluku č. 11. Za prusko-rakouské války bojoval v bitvě u Hradce Králové a byl povýšen na nadporučíka (1866). Několik let sloužil u 33. pěšího pluku v Záhřebu, později dislokovaného v Rijece a v letech 1871–1873 si doplnil vzdělání na Válečné škole (K.u.k. Kriegschule) ve Vídni. V hodnosti kapitána poté působil u vojenského oddělení zemského velitelství v Terstu. V letech 1877–1880 byl osobním pobočníkem generála Mondela. Od roku 1880 byl v hodnosti majora křídelním pobočníkem (Flügel Adjutant) císaře Františka Josefa, zároveň zastával funkci atašé, respektive vojenského zplnomocněnce (Militär-Bevollmächtigter) na velvyslanectví v Berlíně. V Německu pomáhal udržovat rakousko-německý vojenský spolek, navázal přátelské vztahy s osobnostmi vrchního velení a zprostředkovával také kontakt mezi Františkem Josefem a německými císaři. Mezitím dále postupoval v hodnostech (podplukovník 1885, plukovník 1888).
V roce 1894 byl povýšen do hodnosti generálmajora, teprve pak se po patnácti letech vrátil z Berlína a převzal velení 27. pěší brigády v Prešpurku. V roce 1898 dosáhl hodnosti polního podmaršála a stal se velitelem 2. pěší divize ve Lvově, od roku 1900 velel 32. pěší divizi v Budapešti. Poté, co se následník trůnu František Ferdinand d'Este musel vzdát nástupnických práv pro své potomstvo, pomáhal Steininger budovat vojenskou kancelář pro pozdějšího následníka arcivévodu Karla. Nakonec byl v letech 1905–1909 velitelem 5. armádního sboru v Prešpurku. V roce 1905 byl povýšen do hodnosti polního zbrojmistra a v roce 1908 dosáhl ještě hodnosti generála pěchoty. K datu 1. července 1909 byl ze zdravotních důvodů penzionován.

## Tituly a ocenění
Od dětství užíval titul svobodného pána (Freiherr von Steininger) udělený jeho otci v roce 1859. Jako velitel armádního sboru obdržel v roce 1905 titul c. k. tajného rady s nárokem na oslovení Excelence. Od roku 1906 byl čestným majitelem pěšího pluku č. 86. Během vojenské kariéry obdržel řadu vyznamenání, vzhledem ke službě v diplomacii získal ocenění i v zahraničí.

### Rakousko-Uhersko
- rytířský kříž Řádu sv. Štěpána
- rytířský kříž Leopoldova řádu
- Řád železné koruny I. třídy
- Válečná medaile
- Jubilejní pamětní medaile
- Vojenská záslužná medaile
- Vojenský jubilejní kříž

### Zahraničí
- velkokříž Řádu červené orlice s brilianty (Německo)
- Řád pruské koruny (Německo)
- velkokříž Řádu sv. Mořice a Lazara (Itálie)
- velkokříž Řádu Karla III. (Španělsko)
- Řád sv. Michaela I. třídy (Bavorsko)
- rytíř Záslužného řádu bavorské koruny (Bavorsko)
- Řád Fridrichův (Württembersko)
- rytíř Řádu Albrechtova (Sasko)
- Řád bílého sokola (Sasko)
- Řád lva a slunce I. třídy (Persie)
- Řád sv. Stanislava II. třídy (Rusko)
- rytíř Řádu čestné legie (Francie)